# Craterophorus mirabilis
Craterophorus mirabilis är en tvåvingeart som beskrevs av Lamb 1922. Craterophorus mirabilis ingår i släktet Craterophorus och familjen styltflugor.
Artens utbredningsområde är Seychellerna. Inga underarter finns listade i Catalogue of Life.